# Cardiacera guttipennis
Cardiacera guttipennis är en tvåvingeart som först beskrevs av Macquart 1851.  Cardiacera guttipennis ingår i släktet Cardiacera och familjen Pyrgotidae. Inga underarter finns listade i Catalogue of Life.